# Aeroportul Silangit
Aeroportul Silangit (IATA: DTB, ICAO: WIMN) este un aeroport din Siborongborong⁠(d), North Tapanuli⁠(d), North Sumatra⁠(d), Indonezia ce deservește zona Siborongborong⁠(d). A fost deschis în 2005.
Situat la o altitudine de 1.420 m, aeroportul dispune de o singură pistă. Este operat de Angkasa Pura⁠(d).